# 인 어 하트비트
인 어 하트비트(In a Heartbeat)는 미국에서 제작된 베스 데이비드 감독의 2017년 애니메이션, 가족 영화이다. 니콜라스 J. 에인스워스 등이 주연으로 출연하였다.

## 출연

### 주연
- 니콜라스 J. 에인스워스
- 켈리 도노휴